# Gouvernement Fagerholm II
République de Finlande
Kekkonen V Sukselainen I
Le gouvernement Fagerholm II est le 40ème gouvernement de la République de Finlande, qui a siégé 451 jours du 3 mars 1956 au 27 mai 1957.

## Composition
| Ministre                                                                           | Début     | Fin       | Parti | Parti |
| ---------------------------------------------------------------------------------- | --------- | --------- | ----- | ----- |
| Premier ministre Karl-August Fagerholm                                             | 3.3.1956  | 27.5.1957 |       | SDP   |
| Vice-Premier ministre Johannes Virolainen                                          | 11.1.1957 | 27.5.1957 |       | ML    |
| Ministre de l'Éducation Johannes Virolainen                                        | 3.3.1956  | 27.5.1957 |       | ML    |
| Ministre des Affaires étrangères Ralf Törngren                                     | 3.3.1956  | 27.5.1957 |       | RKP   |
| Ministre de la Justice Vilho Väyrynen Arvo Helminen                                | 3.3.1956  | 2.5.1956  |       | SDP   |
| Ministre de la Justice Vilho Väyrynen Arvo Helminen                                | 2.5.1956  | 27.5.1957 |       | Amm.  |
| Ministre de l'Intérieur Vilho Väyrynen                                             | 3.3.1956  | 27.5.1957 |       | SDP   |
| Ministre de la Défense Emil Skog                                                   | 3.3.1956  | 27.5.1957 |       | SDP   |
| Ministre des Finances Aarre Simonen                                                | 3.3.1956  | 27.5.1957 |       | Kok   |
| vice-Ministre des Finances Mauno Jussila                                           | 3.3.1956  | 27.5.1957 |       | ML    |
| Ministre de l'Agriculture Martti Miettunen                                         | 3.3.1956  | 27.5.1957 |       | ML    |
| Vice-ministre de l'Agriculture Eino Palovesi                                       | 3.3.1956  | 27.5.1957 |       | ML    |
| Ministre des Transports et des Travaux publics Eino Palovesi                       | 3.3.1956  | 27.5.1957 |       | ML    |
| Vice-Ministre des Transports et des Travaux publics Olavi Lindblom                 | 3.3.1956  | 27.5.1957 |       | SDP   |
| Ministre du Commerce et de l'Industrie Hannes Tiainen                              | 3.3.1956  | 27.5.1957 |       | SDP   |
| vice-Ministre du Commerce et de l'Industrie Kauno Kleemola                         | 3.3.1956  | 27.5.1957 |       | ML    |
| Ministre des Affaires sociales et de la santé Eino Saari Tyyne Leivo-Larsson       | 3.3.1956  | 17.5.1957 |       | SK    |
| Ministre des Affaires sociales et de la santé Eino Saari Tyyne Leivo-Larsson       | 17.5.1957 | 27.5.1957 |       | SDP   |
| Ministre des Affaires sociales et de la santé Tyyne Leivo-Larsson Johannes Tiainen | 3.3.1956  | 17.5.1957 |       | SDP   |
| Ministre des Affaires sociales et de la santé Tyyne Leivo-Larsson Johannes Tiainen | 5.3.1956  | 27.5.1957 |       | SDP   |